# Vladislav Sirotov
Vladislav Vladimirovich Sirotov (tiếng Nga: Владислав Владимирович Сиротов; sinh ngày 27 tháng 10 năm 1991) là một cầu thủ bóng đá người Nga. Anh thi đấu cho F.K. Zenit-2 Sankt Peterburg.